# Рецлинген (Нижняя Саксония)
Рецлинген (нем. Rätzlingen) — община в Германии, в земле Нижняя Саксония.
Входит в состав района Ильцен. Подчиняется управлению Роше. Население составляет 512 человек (на 31 декабря 2010 года). Занимает площадь 8,47 км².